# Emanuel Gyenes
Emanuel Gyenes (n. 3 martie 1984) este un motociclist român de raliu, de două ori câștigător al Raliului Dakar, în 2020 și 2025, la categoria Malle Moto (pentru motocicliști fără echipă tehnică).